# Broń śrutowa

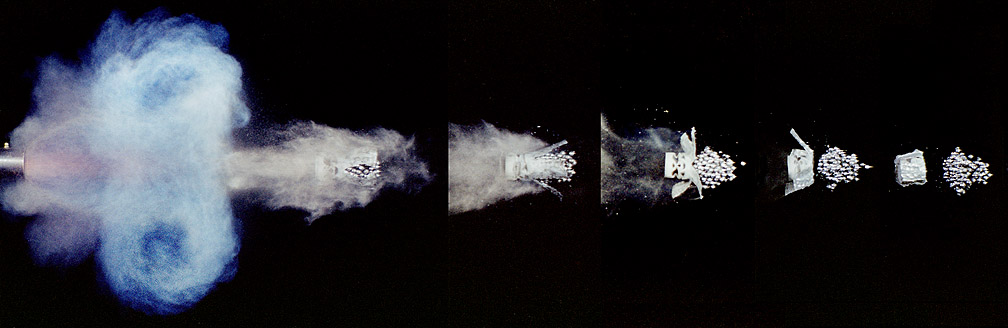
Sekwencja wystrzału z broni śrutowej

Broń śrutowa – rodzaj gładkolufowej broni palnej przystosowanej do strzelania śrutem. Pociski wystrzeliwane z broni śrutowej mają postać stalowych lub ołowianych kul (ich liczba waha się od kilku do kilkudziesięciu), które uwalniane są w czasie wystrzału. Broń śrutowa ma niewielki zasięg oraz duży rozrzut, ale jest bardzo skuteczna na bliskich dystansach.
Pod względem konstrukcyjnym można broń podzielić na:
- dwulufową (dubeltówki)
  - z lufami ustawionymi poziomo (dubeltówki klasyczne)
  - z lufami ustawionymi pionowo (bokówki, kniejówki, także boki)
- jednolufową
  - jednostrzałową (pojedynki)
  - powtarzalną (strzelby z zamkiem blokowo-ślizgowym, przeładowywane za pośrednictwem ruchu czółenka, z powodu skojarzenia z pompką powszechnie określane mianem pump-action)
  - samopowtarzalną (tzw. automaty śrutowe)

Obecnie broń śrutowa jest stosowana jako broń myśliwska (do polowania na drobną zwierzynę), sportowa (trap i skeet) i bojowa (strzelby pump-action i automatyczne).